# Alfa Romeo 24 HP
L'Alfa Romeo 24 HP est la première voiture automobile créée par le nouveau constructeur italien Alfa Romeo en 1910 et restera en production jusqu'en 1920.
Le projet de la 24 HP fut lancé par l'Administrateur Délégué - Directeur Général - de  Società Italiana Automobili Darracq" M. Ugo Stella, pour tenter de relancer l'entreprise qui se trouvait en très mauvaise position financière. Il confia le projet à l'Ing. Giuseppe Merosi.
À la fin de l'année 1909, alors que la situation de la société Darracq était vraiment catastrophique, Pierre Alexandre Darracq, seul propriétaire de la filiale italienne de sa société, décide de vendre la société à un groupe de financiers italiens bien décidés à développer l'entreprise et faire fortune dans le nouveau secteur de l'automobile. Le projet de nouvelle voiture était bien avancé et les nouveaux propriétaires en poursuivirent le développement et sa mise au point. Ils avaient, entretemps, changé le nom de "Darracq" en A.L.F.A., acronyme de "Anonima Lombarda Fabbrica Automobili".
C'est ainsi que fut créé le châssis ALFA 24 HP, équipé d'un moteur monobloc 4 cylindres en ligne de 4.082 cm3, avec un arbre à cames dans le bâti, et d'une boîte de vitesses à 4 rapports. La puissance du véhicule était de 42 CV, transmise à l'essieu arrière par cardan.
Les premiers prototypes ont été produits dans la seconde moitié de 1910, et les versions de production (série A), peu après.
Les châssis ainsi fabriqués pouvaient être confiés aux carrossiers, comme cela se pratiquait à l'époque, par les clients. La voiture fut rapidement très appréciée des acheteurs et la nouvelle marque ALFA se créa une belle réputation pour les innovations techniques dont disposait la voiture, sa robustesse et, surtout, pour la puissance de son moteur qui autorisait des vitesses de plus de 100 km/h, une vitesse stupéfiante pour l'époque.
La série B a été présentée en 1911 avec quelques améliorations mécaniques et un empattement plus court ramené à 290 cm.
Cette puissance sera d'ailleurs portée à 45 CV avec la 24 HP série C de 1912 et sur la 24 HP série D de 1913. Elle sera même portée à 49 CV sur la 20/30 HP série E de 1914 qui sera la dernière évolution du modèle.
Les voitures dites « 24 HP Corsa » ont un empattement de 290 cm et un poids de seulement 870 kg, la vitesse maximale était de 110 km/h. Deux voitures ont pris part à la 6ème Targa Florio, le 14 mai 1911, sur les routes de Sicile, avec les pilotes Nino Franchini et Ronzoni.
Les 302 châssis construits par ALFA recevront des carrosseries type "Corsa" à deux places, "Limousine" à sept places et, dans leur majorité, en version « Torpedo ». Quelques exemplaires ont été utilisés par l'armée du Roi d'Italie pendant la Première Guerre mondiale.
Après la période de guerre pendant laquelle toute fabrication civile fut suspendue, pour ne se consacrer qu'à l'effort de guerre avec la fabrication de matériel militaire, quelques exemplaires de la 24 HP seront encore fabriqués en 1920, mais elle sera très vite remplacée par le modèle Alfa Romeo 20-30 HP.

## Chiffres de production Alfa Romeo 24 HP
| Année                       | 1910 | 1911 | 1912 | 1913 | 1914 | total |
| --------------------------- | ---- | ---- | ---- | ---- | ---- | ----- |
| Alfa Romeo 24 HP            | 10   | 40   | 50   | 103  | 97   | 300   |
| Alfa Romeo 24 HP Tipo Corsa | 0    | 2    | 0    | 0    | 0    | 2     |

Pour les numéros de châssis, les numéros 601 à 650 et 651 à 700 et 805 à 902 ont été préréglés, ainsi que les numéros du bloc moteur.